# ルディ・フィンク
ルディ・フィンク（Rudi Fink、1958年6月6日 - ）は、旧東ドイツのボクサー。1980年モスクワオリンピックでボクシングフェザー級（-57kg級）の金メダリストである。

## モスクワオリンピック(1980年)
| 回       | 結果（判定） | 対戦相手                 | 代表国         |
| -------- | ------------ | ------------------------ | -------------- |
| 1回戦    | 5-0          | ハンヌ・カイスラマ       | フィンランド   |
| 2回戦    | 1回KO        | エスマイル・モハメド     | アフガニスタン |
| 3回戦    | 2回KO        | カルロス・ゴンサレス     | メキシコ       |
| 準々決勝 | 4-1          | ウィンフレッド・カブンダ | ザンビア       |
| 準決勝   | 4-1          | ビクトル・リバコフ       | ソビエト連邦   |
| 決勝     | 4-1          | アドルフォ・オルタ       | キューバ       |